# Costanza Moscheni
Maria Costanza Francesca Moscheni (nota tra gli arcadi come Dorilla Peneia; Lucca, 22 maggio 1786 – Viareggio, 27 novembre 1831) è stata una poetessa italiana.

## Biografia
Nacque dal medico Domenico Luigi Moscheni e da Maria Anna Elisabetta Pellegrini. Grazie a suo padre apprese il francese e studiò da autodidatta la storia, la mitologia e la geografia. Avendo mostrato una particolare inclinazione per la poesia, approfondì questa arte con Giovanni Salvatore de Cureil, il quale la spronò a soli 14 anni a tradurre in ottava rima il Gonsalvo di Florian. Quattro anni dopo fu autrice del poema epico Castruccio, per il quale vinse la medaglia d'oro dall'Accademia di Lucca, e rifiutò l'incarico di insegnante presso il Regio istituto di educazione di Napoli, preferendo invece una simile proposta offertale a Milano. Tornata poi a Lucca per assistere il padre malato, dopo la morte di costui fu scelta dalla granduchessa di Toscana per insegnare al Regio gineceo di Firenze da lei fondato, incarico che si vide costretta a rinunziare a causa di un'infermità alla vista. Fu membro di numerose accademie quali quella lucchese, l'Arcadia, l'Accademia tiberina e l'Accademia delle Scienze di Torino. Morì presso la casa di un suo zio a Viareggio nel 1831.

## Opere
- Opere poetiche. Quattro volumi, Lucca, Francesco Bertini, 1811.
- Castruccio (poema epico)
- Gonsalvo di Cordova (poema epico)
- Della necessità ed utilità dell'istruzione delle donne in tutti gli stadi della vita
- Etruriade, poema in ottava rima (poema epico)
- Pirro (tragedia)